# Knut Agnred
Knut Axel Lennart Agnred, född 29 februari 1956 i Johannebergs församling i Göteborg och uppväxt på Käringön, är en svensk revyartist, sångare och komiker. Han är känd som medlem i Galenskaparna och After Shave.

## Biografi
Knut Agnred är son till friidrottaren Lennart Andersson, som antog namnet Agnred. Han är utbildad elektroingenjör efter studier vid Chalmers tekniska högskola i Göteborg. Han har också arbetat inom äldrevården på Kålltorps sjukhem i Göteborg. Han har varit medlem i sånggruppen After Shave sedan starten 1979. Agnred är en flitig textförfattare och kompositör och har bidragit med flera låtar till Galenskaparna och After Shaves produktioner, däribland "Varför finns det inga tyska komiker?", "Min inspiration" (balladen till hustrun Ing-mari), "Uggla och Di Leva", "Den magiska tårtan", sånär som på alla originalmelodier i TV-serien En himla många program och texter till densamma plus andras låtar, samt "Stilla kommer natten" som sjungits in av Lasse Kronér.
Han har ofta fått gestalta högljudda och heltokiga figurer bland annat "Knut på linjen" i En himla många program, konfirmanden i TV-serien Macken och den bredaxlade italienaren och Sören i Stinsen Brinner. Till hans mer stillsamma karaktärer hör målaren Egil i långfilmen Monopol och Åke i utvandrardramat Åke från Åstol, i vilket han skrev samtliga låtar. Knut Agnred spelade på 80-talet in ett antal sketcher som "Knut på linjen" som fortfarande används som säkerhetsvideo på Stena Lines fartyg i Skandinavien. År 2000 var han med i TV-serien Gladpack, där han bland annat uppträdde med låten "Pythagoras sats" tillsammans med Per Fritzell.
Agnred har samarbetat med Ken Wennerholm och Göran Rudbo i Triple & Touch och gav 2004 ut en soloskiva kallad Text & musik. I mars 2009 släppte death metal-bandet Despite sitt debutalbum In Your Despite där Agnred bidrar till sången på det inledande spåret "Mindplague".
Den 2 juni 2017 var Agnred tillsammans med Lena Larsson konferencier vid Galakvällen 2 på Lorensbergsteatern.

## Filmografi
- 1986 – Macken (TV-serie)
- 1986 – The Castle Tour
- 1987 – Leif
- 1989 – Hajen som visste för mycket
- 1989 – En himla många program
- 1990 – Macken – Roy's & Roger's Bilservice
- 1991 – Stinsen brinner... filmen alltså
- 1993 – Tornado
- 1996 – Monopol
- 1998 – Åke från Åstol
- 2000 – Gladpack
- 2006 – Den enskilde medborgaren

## Scenföreställningar
- 1982 – Skruven är lös
- 1983 – Träsmak
- 1985 – Cyklar
- 1987 – Stinsen brinner
- 1991 – Grisen i säcken
- 1992 – Skruven är lös
- 1993 – Nått nytt?
- 1994 – Resan som blev av

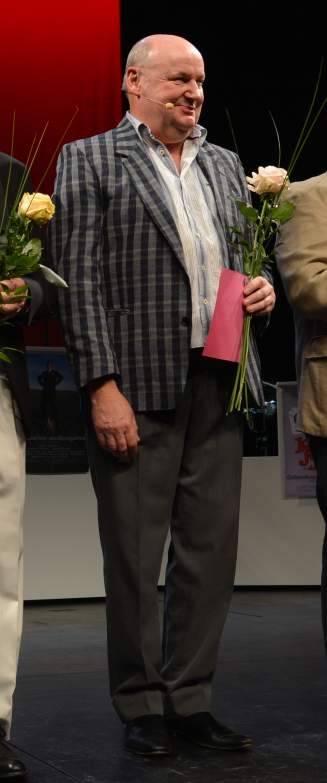
Knut Agnred på Lorensbergsteatern 13 december 2014.

- 1994 – Lyckad nedfrysning av herr Moro
- 1997 – Alla ska bada
- 2000 – Allt Möjligt
- 2000 – Jul Jul Jul
- 2001 – Den onde, den gode, den fule och Rippe
- 2002 – Kasinofeber
- 2004 – Falkes fondue
- 2007–2009 – Cabaret Cartwright
- 2009–2011 – En kväll med "After Shave och Anders Eriksson" (även "Best of After Shave och Anders Eriksson")
- 2010 – Gubbröra och Pyttipanna, med After Shave och Anders Eriksson
- 2010–2011 – Hagmans Konditori
- 2012–2014 – 30-årsfesten
- 2015–2016 – Spargrisarna kan rädda världen
- 2016-2018 – Macken 30 år, TV-serien på scen

## Diskografi
Solo
- 2004 – Text & musik (CD)
- 2004 – "Världen är full av dårar" (CD-singel)